# Relations entre Taïwan et l'Ukraine
Les relations entre Taïwan et l'Ukraine désignent les relations internationales s'exerçant entre, d'une part, la république de Chine, et de l'autre, l'Ukraine.
En l'absence de relations diplomatiques officielles entre les deux États, ainsi que de l'établissement de bureaux de représentation entre eux, Taïwan est représenté auprès de l'Ukraine par l'intermédiaire des bureaux de représentation de Taipei en Russie et en Pologne.

## Relations diplomatiques
En octobre 1949, l'Union des républiques socialistes soviétiques, dont fait partie la république socialiste soviétique d'Ukraine, est le premier pays à reconnaitre l'établissement de la république populaire de Chine, rompant de facto ses relations avec la république de Chine.
Le 25 octobre 1971, la RSS d'Ukraine, siégeant aux Nations unies indépendamment de l'URSS, se prononce en faveur de la résolution 2758 de l'Assemblée générale des Nations unies, qui sera alors adoptée, actant l'intégration de la république populaire de Chine aux Nations unies aux dépens de la république de Chine.
Alors que l'Ukraine accède à l'indépendance vis-à-vis de l'URSS en août 1991, et malgré la reconnaissance de Pékin en janvier 1992, les autorités de Kiev entretiennent de brèves relations avec celles de Taipei dans les années 1990, à titre économique et non diplomatique. Bien qu'une rencontre discrète du vice-président et du Premier ministre taïwanais avec le président ukrainien et d'autres membres de son gouvernement ait eu lieu en août 1996, les autorités slaves déclinent la proposition d'acter leurs relations diplomatiques.
Un bureau de développement du commerce extérieur de Taïwan est implanté à Kiev en octobre 2006 afin de favoriser les échanges économiques entre Taïwan et l'Ukraine. Ils consistent entre autres en l'approvisionnement de graphite et autres matières premières est-européennes à destination des chaînes de production asiatiques de semi-conducteurs, tandis que des équipements de télécommunications font le chemin inverse.

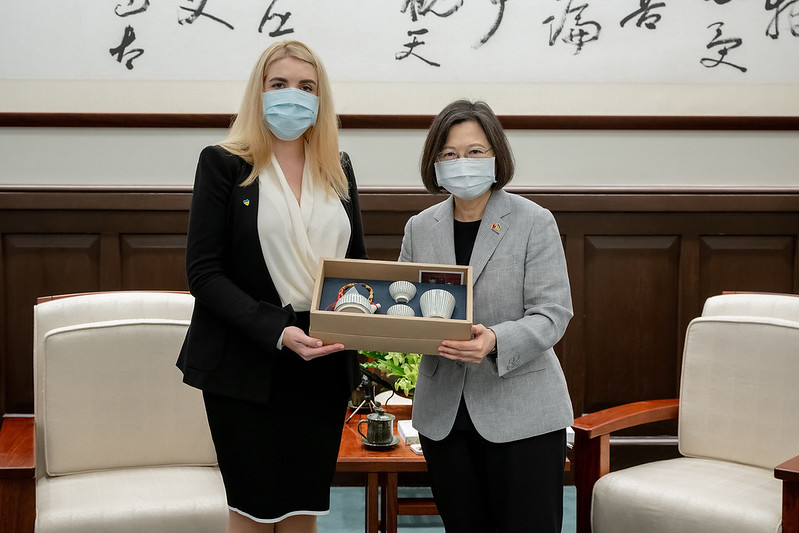
La députée ukrainienne Kira Rudyk rencontre la présidente de république de Chine Tsai Ing-wen lors d'une visite parlementaire à Taipei, en 10 2022.

En marge de la crise de Crimée de 2014 puis de la nouvelle crise diplomatique russo-ukrainienne de 2021-2022, les cas de figure de Taïwan et de l'Ukraine, respectivement vis-à-vis de la Chine, sont parfois comparés. Le risque d'un conflit russo-ukrainien aurait quant à lui un impact sur l'industrie taïwanaise des semi-conducteurs, notamment au niveau de l'approvisionnement en néon, dont 90 % de la production mondiale provient d'Ukraine, ainsi qu'à moindre échelle celui du palladium, produit à 30 % par la Russie et l'Ukraine,. Alors que les tensions se concrétisent par une invasion de l'Ukraine par la Russie, Taïwan apporte des aides financières et matérielles à l'Ukraine ; en réponse, un groupe d'amitié se constitue à l'automne 2022 entre les groupes parlementaires de la Rada suprême et du Yuan législatif, afin de développer des échanges non-diplomatiques entre les deux pays.